# Anaïs Mitchell
Anaïs Mitchell (Montpelier, 26 marzo 1981) è una cantautrice e chitarrista statunitense.

## Biografia
Ha iniziato a scrivere canzoni e ad esibirsi all'età di 17 anni. Nel corso della sua giovinezza ha viaggiato in Medio oriente, Europa e America Latina, esperienze che hanno influenzato la sua carriera di cantautrice. Nel 2002 ha pubblicato The Song They Sang When Rome Fell (autoprodotto), un disco "immaturo" ma tuttavia di buon impatto.
Dopo aver vinto la rassegna texana del Kerrville Folk Festival, firma un contratto con la Wateburg di Andrew Calhourn. Nel settembre 2004 pubblica Hymns for the Exiled, in cui l'impronta folk si fa preponderante rispetto a quella rock. Successivamente viene contattata da Ani DiFranco, che la ingaggia nella sua Righteous Babe. Scrive The Brightness, che pubblica nel 2007. Questo disco, come il precedente, è prodotto e arrangiato da Michael Chorney.
Dopo la ristampa di Hymned for the Exiled, nel 2008 pubblica l'EP Country, realizzato con Rachel Ries.
Nel 2010 pubblica l'opera folk Hadestown, rivisitazione americana del mito di Orfeo ed Euridice. Il lavoro nasce come musical teatrale interpretato da attori del Vermont, per cui la Mitchell scrive le canzoni e i testi.
Nel 2012 pubblica un nuovo album: Young Man in America. 
Nel 2013 esce un nuovo lavoro, Child Ballads, questa volta pubblicato a quattro mani frutto della collaborazione con il chitarrista Jefferson Hamer già membro dei Great American Taxi, gruppo roots rock del Colorado. In quest'album Anais Mitchell, prendendo spunto dal libro di Sir Francis James Child, The English and Scottish Popular Ballads scritto a fine '800, propone la rivisitazione del folk britannico ispirata da artisti del passato come Fairport Convention, Sandy Denny e Martin Carthy.
Dopo un lungo rodaggio nell'Off Broadway, Londra e Canada, il suo musical Hadestown debutta a Broadway nel 2019, dove vince il Tony Award al miglior musical e il Tony Award alla migliore colonna sonora originale.

## Discografia

### Album
- 2002 - The Song They Sang... When Rome Fell (Waterbug)
- 2004 - Hymns for the Exiled (Righteous Babe Records)
- 2007 - The Brightness (Righteous Babe Records)
- 2010 - Hadestown (Righteous Babe Records)
- 2012 - Young Man in America (Wilderland/Cadiz)
- 2013 - Child Ballads con Jefferson Hamer (Wilderland)
- 2022 - Anaïs Mitchell

### EP
- 2008 - Country E.P.
- 2019 - Woyaya con Kate Stables